# Проблема с бородой
«Проблема с бородой» (англ. Stubble Trouble) — американский короткометражный мультфильм, номинированный на премию «Оскар» 2002 года в категории «Лучший анимационный короткометражный фильм».

## Сюжет
Первобытного мужчину отвергла женщина, в которую он влюбился, из-за его колючей бороды. Мужчина использует самые разнообразные методы, чтобы сбрить бороду: от ножа до зуба динозавра. Но борода тут же снова прорастает. Наконец, он встречает бородатую женщину, которая готова принять его таким, какой он есть.